# جيرالدين خافيير
جيرالدين خافيير هي رسامة فلبينية، ولدت في 1970.